# Sandrine Aramon
Pour les articles homonymes, voir Aramon.
Sandrine Aramon, née en 1973 à Paris, est une journaliste française qui officie sur France 2 et France 3.

## Biographie
Née à Paris, Sandrine Aramon, grandit à Sainte-Geneviève-des-Bois puis Epinay-sur-Orge. Elle suit des études d'histoire à la Sorbonne avant de les finir à Toulouse où ses parents sont mutés.
Elle travaille d'abord à Cannes TV (télévision locale à Cannes), puis France 3 Antibes, mais elle est aussi correspondante pour France 2. Après un passage à New York en 2001, au moment des attentats, elle revient à Paris et passe deux ans à la rédaction nationale de la Trois. La journaliste part ensuite rejoindre l'équipe de France 3 Rouen pour y rester sept ans.
En 2011, Sandrine Aramon revient à Paris pour intégrer la rédaction nationale de France 3 au service « société », et plus précisément à l'éducation jusqu'en janvier 2016.
Elle présente le Soir 3 du 2 septembre 2016 au 4 août 2019.
Depuis septembre 2019, elle est reporter de la chaîne France info.